# Gastrotheca nicefori
La rana marsupial de Nicéforo (Gastrotheca nicefori) es una especie de anfibios de la familia Amphignathodontidae.
Habita en Colombia, Panamá y Venezuela.
Su hábitat natural incluye bosques bajos y secos, montanos tropicales o subtropicales secos y zonas previamente boscosas ahora muy degradadas.